# Bertha (Minnesota)
Pour les articles homonymes, voir Bertha.
Bertha est une ville américaine située dans le comté de Todd, dans le Minnesota. Selon le recensement de 2010, sa population est de 497 habitants.

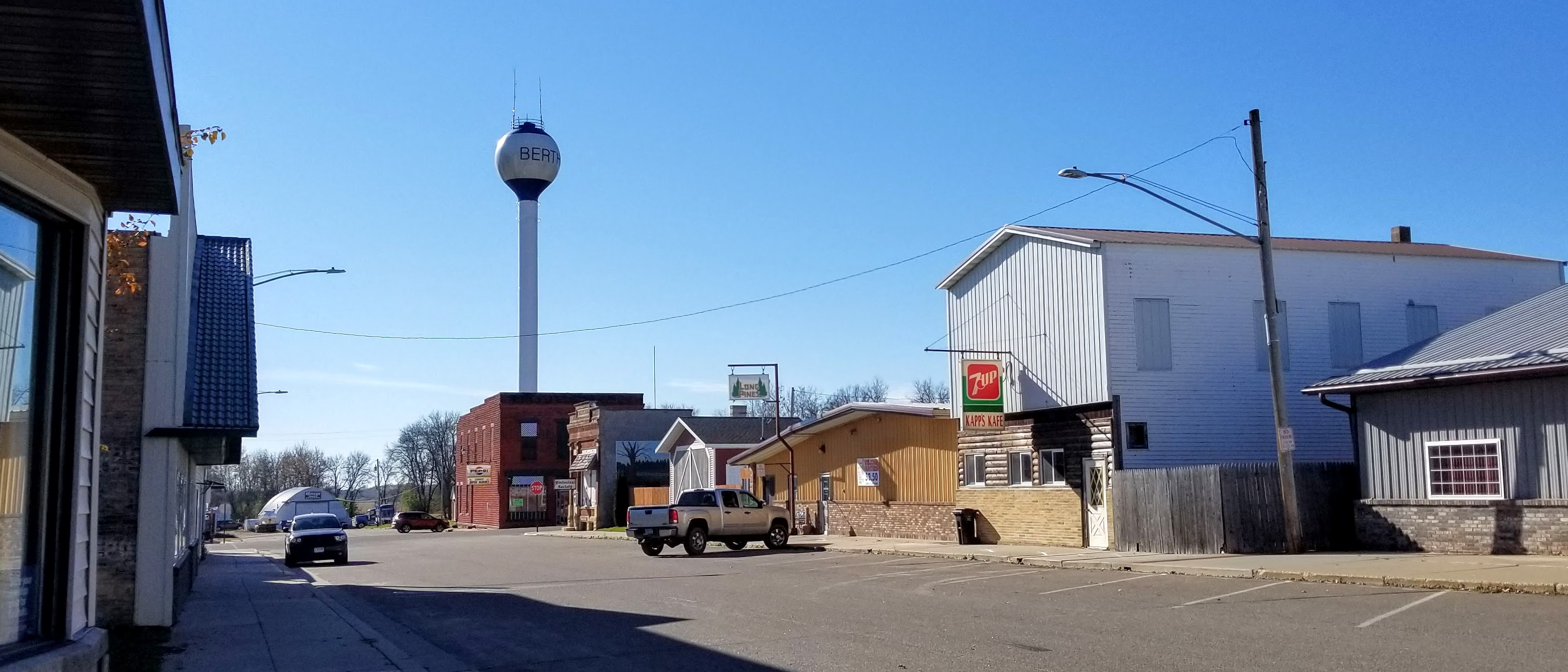
Commerces sur la deuxième avenue à Bertha.